# Omloop van het Houtland 1993
L'Omloop van het Houtland 1993, quarantanovesima edizione della corsa, si svolse il 30 settembre 1993 su un percorso con partenza e arrivo a Lichtervelde. Fu vinto dal belga Danny Daelman della Wordperfect davanti all'olandese Leon van Bon e al belga Bart Heirewegh.

## Ordine d'arrivo (Top 10)
| Pos. | Corridore         | Squadra                               | Tempo |
| ---- | ----------------- | ------------------------------------- | ----- |
| 1    | Danny Daelman     | Wordperfect                           |       |
| 2    | Leon van Bon      | Wordperfect                           |       |
| 3    | Bart Heirewegh    | Trident-Schick                        |       |
| 4    | Jeroen Van Happen |                                       |       |
| 5    | Wim Feys          |                                       |       |
| 6    | Dirk Friel        | Saxon-Breitex                         |       |
| 7    | Michel Van Haecke | Lotto-Caloi-Mavic                     |       |
| 8    | Michael Boogerd   | Amev (Nationale Selectie)             |       |
| 9    | Philip De Baets   | Trident-Gilals-Wimi                   |       |
| 10   | Danny In 't Ven   | Collstrop-Assur Carpets-Moquette City |       |